# Be Thou My Vision
Be Thou My Vision (forniriska: Rop tú mo baile eller Rob tú mo bhoile) är en traditionell kristen sång från Irland. Den mest välkända engelskspråkiga versionen översattes av Eleanor Hull och publicerades 1912. 1919 började texten användas till den irländska folkvisan "Slane", både på engelska och iriska. Sången kan dateras åtminstone tillbaka till 700-talet, även om Dallan Forgaill ofta angivits som sångtextförfattare.
Sången finns i den svenska översättningen Närmare mig, skriven av Clas Vårdstedt och utgiven på Erik Tillings debutalbum Göm mig i dina vingar.
"Gå inte förbi" har spelats in av Peter Jöback och Sissel Kyrkjebø till samma melodi.

### Fotnoter
1. ↑  Be Thou My Vision Arkiverad 19 maj 2012 hämtat från the Wayback Machine. på Cyberhymnal
2. ↑  ”Närmare mig”. David media. http://www.davidmedia.se/sang/narmare-mig_2870. Läst 28 september 2017.